# Most na Cetini u Kreševu Polju
Most na Cetini u Kreševu Polju je most u Hrvatskoj, preko rijeke Cetine. Nalazi se u polju sela Kreševo u općini Šestanovac, Kreševu Polju, nizvodno od mosta u Blatu na Cetini, a prije auto-cestovnog mosta na Autocesti A1. 
Podignut je u vrijeme Austro-Ugarske. Most je dug 30-ak metara, širok 4m, a je bio u ruševnom stanju do 1972. godine kada je obnovljen kamenom građom po starom principu, slično kao i Pavića most na Cetini ispod Pograđa, te željeznom konstrukcijom i žičanom ogradom. Most je obnovljen 2016. godine kada je poravnat daskom, ograda je učvršćena i stavljeno je pletivo. Most vodi iz Kreševa put polja Bročuja koje pripada Blatu na Cetini na strani nekadašnje Poljičke Republike. Do njega vodi kameni makadam, a na cesti u Kreševu je vidljiva smeđa oznaka Kreševski most.

## Zaštita
Po osobinama je spomenik kulture i za puno postizanje tog statusa potrebno je okončati službeni postupak zaštite mosta kao kulturnog dobra te napraviti zabilježbu u zemljišnim knjigama. Projektna dokumentacija već postoji, slijedi ucrtavanje mosta u katastarske knjige i zabilježbe kao kulturnog dobra.